# 旋转矫形术
旋转矫形术（英语：Rotationplasty、Van Nes rotation 或 Borggreve rotation），是一种自体移植手术，将患者四肢的一部分移除，再将该肢体下方剩余的一部分旋转，重新连接至肢体上部。此手术用于病人肢体的一部分受伤或患有癌症等疾病时。
旋转矫形术常见于切除患者大腿股骨肿瘤（如骨肉瘤）及膝关节后。手术时，医生将患者小腿的一部分及踝关节保留，并缝合到大腿上，以踝关节代替被移除的膝关节。因为膝盖与脚踝的弯曲方向相反，所以移植前需旋转脚踝。
对患者的益处是：移植后“膝关节”较功能正常，能更加灵活的转动。也可以在该关节上安装假肢，以保留行走能力，甚至跑步、跳跃。

## 历史
旋转矫形术由 Borggreve 于 1927 年首次进行。 他为一名患有肺结核的 12 岁男孩进行了手术。
1950 年，荷兰骨科医生 Cornelis Pieter van Nes (1897-1972) 公开了他进行旋转矫形术的结果，使得该手术为人所知。Van Nes  医生因创造此手术而闻名。
此后，许多外科医生改良了旋转矫形术，并取得了巨大的成功。

## 适应症
旋转矫形术起初用于治疗膝盖周围的感染和肿瘤（如骨肉瘤）。 旋转矫形术也用于治疗膝关节周围有肿瘤的儿童，或先天性股骨缺损的儿童。

## 程序
在手术中，患者受肿瘤影响的骨骼以及一小部分健康的股骨（偶尔还包括胫骨）被切除。患者腿部的一部分也被移除。然后，将患者踝关节旋转 180 度，并重新连接到大腿（连结血管、神经，再衔接肌腱），用板和螺钉固定在一起，直到自然愈合。手术可能需要 6 到 10 个小时，需要一两天的重症监护。 腿在石膏中保持 6 到 12 周。腿完全愈合后，可以为腿安装假肢。 

## 优缺点
旋转矫形术后，患者的踝关节可以代替膝关节带动整个关节的运动，包括小腿上假肢的运动，比人造膝关节活动能力更强，也为假肢提供了更好的附着点。因此，接受旋转矫形术的儿童可能可以进行运动、跑步、攀爬和做更多活动，而不是使用无关节的假肢。手术后，患者腿部较耐用，通常不必接受其它的手术。 
同时，旋转矫形术可能导致整个腿部循环不良、感染、神经损伤、骨愈合并发症、及腿部骨折。 旋转矫形术后，腿的外观也可能造成困扰。

## 生活品質
一项2002年的研究测量了至少10年前接受过旋转矫形术的 22 名患者的生活满意度和生活质量。研究者发现，进行手术时更年轻的患者，对生活更满意。还发现 22 人中，有 8 人需再次手术翻修，一共 21 次。此外，患者的生活质量百分比（83%）高于普通人群（75%）。总体而言，与普通人群相比，患者对生活的不同方面更加满意。 